# Čačkalica
Čačkalica je jedno od osnovnih sredstava za održavanje oralne higijene. Služi za uklanjanje ostataka hrane između zuba, pa je stoga koriste uglavnom starije osobe kod kojih je došlo do povlačenja zubnog mesa između zuba i povećanja interdentalnog prostora. Izrađuje se od različitih materijala (drva, plastike, metala, životinjskih kostiju i sl.). Mogu biti trokutastog ili okruglog oblika, a na jednom ili oba kraja su zaoštrene tako da mogu ući u interdentalne prostore. Upotreba čačkalice se ne preporuča kod djece jer je kod njih očuvana papila između zuba, tako da je održavanje oralne higijene moguće uz pomoć četkice i zubne paste .
Osim za održavanje oralne higijene, čačkalica se koristi za uzimanje komadića hrane, za ukrašavanje koktela itd.